# My Way (Ашеров албум)
My Way је други студијски албум америчког пјевача Ашера. Објављен је 16. септембра 1997. године, преко издавачких кућа LaFace рекордс и Ариста рекордс. На албуму гостују Моника, Џермејн Дупри и Лил Ким. Албум је подржан са три сингла: "Nice & Slow", "My Way" и "You Make Me Wanna...".
Већину продукције урадили су Беби-Фејс и Џермејн Дупри; албум је дебитовао на 15 мјесту на Билборд 200 листи и на четвртом мјесту на Билборд хот R&B/хип хоп листи, гдје је провео три недеље заредом. На Билборд 200 листи достигао је четврти мјесто и постао је велики комерцијални успјех. Сертификован је шест пута платинум од стране Америчког удружења дискографских кућа (RIAA). My Way је донио Ашеру номинацију за Греми и постао је његов прекретнички албум. Водећи сингл албума "You Make Me Wanna...", дебитовао је на првом мјесту на Билбордовој листи у Уједињеном Краљевству, што је био његов први сингл који се нашао на првом мјесту листе. Пјесма је довела до његове популарности у земљи. Сингл је такође постао његов први сертификовани сингл као златни и платинум у Сједињеним Државама. Други сингл са албума, "Nice & Slow", достигао је прву позицију на Билборд хот 100 листи у јануару 1998. године; то је био његов први сингл на првом мјесту на листи у Сједињеним Државама. У фебруару исте године, сингл је сертификован као платинум од стране Америчког удружења дискографских кућа (RIAA). Пјесма My Way сертификована је 6 пута платинум у Сједињеним Државама. Сингл "You Make Me Wanna..." освојио је награду за најбољи мушки R&B/соул сингл 1999. године, на музичкој награди Соул трејн.

## Критички пријем
| Професионални рејтинг         | Професионални рејтинг |
| Резултати                     | Резултати             |
| Извор                         | Рејтинг               |
| ----------------------------- | --------------------- |
| AllMusic                      | [ 6 ]                 |
| Вилиџ војс                    | [ 7 ]                 |
| Ролинг стоун                  | (неповољно)           |
| Q                             | [ 9 ]                 |
| The Rolling Stone Album Guide | [ 10 ]                |

Албум је добио помијешане рецензије од стране музичких критичара. Часопис Соурс написао је "са албумом My Way, "Ашер је доказао да жели да постане више од само најбоље тајне R&B музике". Уредник часописа Вајб, Асондра Р. Хантер написала је: "Ашер је сензуалан кроз свој средњи тон, њежни тон и укусни префињени текст". Уредник часописа Вилиџ војс, Роберт Кристгау, истакао је пјесме "Just Like Me" и "You Make We Wanna..." као оне које се истичу, назвавши Ашера "најслађим неневиним кога би мама могла пожељети". Дао је албуму једну звјездицу почасног помињања, указујући на "достојан труд потрошача који су прилагођени његовој престижној естетској или индивидуалној визији коју можда воле". У негативној рецензији часописа Ролинг стоун, Дејвид Фрик је оцијенио да албум има превише пјесама ниског темпа и критиковао је квалитет текстова и продукције.
У ретроспективном прегледу албума, Стивен Томас Ерлевин са AllMusic, дао му је четири од пет звјездица; похвалио је Ашерове вокалне способности, али је истакао и несталност квалитета. У рецензији албума из 2002. године, часопис Q дао је албуму четири од пет звјездица, истакавши да је албум успоставио Ашерову репутацију као младог и вјештог извођача R&B слоу џама. Кејт Харис из Ролинг стоун албум гуида, књиге која садржи све професионалне музичке рејтинге, дао је албуму три и по звјездице, истакавши да иако је Дупри комбиновао хи хет, акустичну гитару, апређато и повремено реп од Лил Кома, My Way је рад значајног и предуземљивог извођача. Били Џонсон јуниор из Yahoo! Music-а оцијенио је албум као Ашеров прекретнички у музичкој индустрији и похвалио је продукцију три сингла.

## Комерцијалне перформансе
My Way је дебитовао на 15 мјесту на Billboard 200 листи, 4. октобра 1997. са продатих 66.000 примјерака у Сједињеним Државама прве недеље. На Билборд топ R&B/хип хоп листи дебитовао је исте недеље, на четвртом мјесту. Албум се нашао на првом мјесту топ R&B/хип хоп листе 10. јануара 1998 године; на првом мјесту листе задржао се три недеље заредом, док се задржао на листи укупно 75 недеља. Албум је на Билборд 200 листи достигао четврто мјесто, а на листи је провео укупно 79 недеља. Сертификован је шест пута платинум од стране Америчког удружења дискографских кућа (RIAA). Продат је у преко шест милиона примјерака у Сједињеним Државама и преко седам милиона примјерака широм свијета.

## Списак пјесама
| №               | Назив                                    | Аутор(и)                                                                            | Продуценти      | Трајање |  |
| 1.              | You Make Me Wanna...                     | Џермејн Дупри Мануел Сил Ашер Рејмонд                                               | Дупри Сил*      | 3:39    |  |
| 2.              | Just Like Me (са Лил Кимом)              | Дупри Сил Лил Ким                                                                   | Дупри Сил*      | 3:26    |  |
| 3.              | Nice & Slow                              | Дупри Сил Ашер Брајан Кејси                                                         | Дупри Сил*      | 3:48    |  |
| 4.              | Slow Jam (са Моником)                    | Беби-Фејс Боаз Вотсон Белинда Липском Сидни Џонсон                                  | Беби-Фејс       | 4:43    |  |
| 5.              | My Way                                   | Дупри Сил Ашер                                                                      | Дупри Сил*      | 3:35    |  |
| 6.              | Come Back (са Џермејном Дупријем)        | Дупри Сил Ашер Џо Кокер Крис Стејнтон                                               | Дупри Сил*      | 3:47    |  |
| 7.              | I Will                                   | Вилијамс Чејнси Ханибал Шери Блер Блекстрит Ерик Вилијамс                           | Вилијамс        | 3:55    |  |
| 8.              | Bedtime                                  | Беби-Фејс                                                                           | Беби-Фејс       | 4:45    |  |
| 9.              | One Day You'll Be Mine                   | Дупри Сил Ашер Роналд Изли Марвин Изли Ерни Изли Рудолф Изли Окели Изли Крис Џаспер | Дупри Сил*      | 3:23    |  |
| 10.             | You Make Me Wanna... (Проширена верзија) | Дупри Сил Ашер                                                                      | Дупри Сил*      | 5:19    |  |
| Укупно трајање: | Укупно трајање:                          | Укупно трајање:                                                                     | Укупно трајање: | 40:21   |  |

| №   | Назив                                       | Трајање |  |
| 1.  | My Way                                      | 3:36    |  |
| 2.  | Think of You                                | 2:15    |  |
| 3.  | Come Back                                   | 2:14    |  |
| 4.  | Just Like Me                                | 3:24    |  |
| 5.  | Don't Be Cruel                              | 1:04    |  |
| 6.  | Every Little Step                           | 1:53    |  |
| 7.  | Rock Wit'cha                                | 1:41    |  |
| 8.  | Roni                                        | 1:55    |  |
| 9.  | Pianolude                                   | 3:32    |  |
| 10. | I Need Love                                 | 0:32    |  |
| 11. | Tender Love                                 | 1:13    |  |
| 12. | Bedtime                                     | 7:06    |  |
| 13. | Nice & Slow                                 | 6:30    |  |
| 14. | You Make Me Wanna...                        | 5:48    |  |
| 15. | My Way (JD's Remix)                         | 3:38    |  |
| 16. | Nice & Slow (B-Rock's Basement Mix)         | 4:03    |  |
| 17. | You Make Me Wanna... (Tuff & Jam Dance Mix) | 6:45    |  |

(*) Означава копродуцента.
Заслуге за узорке пјесама
- "Come Back" садржи узорак пјесме Џоа Кокера "Woman to Woman.
- "One Day You'll Be Mine" садржи узорак пјесме "Footsteps in the Dark" од The Isley Brothers.

## Сарадници на албуму
Заслуге за албум My Way прилагођене су са сајта Allmusic.
| - Беби-Фејс – бас, клавијатура, позадински вокал, продуцент, извршни продуцент, подешавање бубњева, подешавање клавијатуре - Butch BelAir – фотографија - Мајкл Бенабиби – фотографија - Кајл Бес – асистент миксања - Пол Бутин – инжињер - Трина Брусард – позадински вокал - Џермејн Дупри – позадински вокал, продуцент, извршни продуцент, миксање, извођач - Нејтан Ист – бас - Брајан Фреје – асистент миксања - Џон Фреје – асистент миксања - Џон Гас – миксање - Сербан Генеа – инжињер - Џон Хан – инжињер, миксање - Џон Хајс – инжињер - Џермејн Ремзи – вокал - Џагед Еџ – позадински вокал - Лил Ким – вокал | - Треј Лоренц – позадински вокал - Мани Маругин – инжињер - Џорџ Мејерс – инжињер - Моника – позадински вокал, извођач - Грег Филинџес – клавир - Херб Пауерс – мејнстринг - L.A. Рид – извршни продуцент - Иви Скоф – координациони продуцент - Мануел Сил јуниор – позадински вокал, продуцент, извођач - Shanice – позадински вокал - Лакимбра Снид – дизајн - Фил Тан – инжињер, миксање - Ашер – вокал, позадински вокал - Ренди Вокер – MIDI програмирање - D.L. Варфилд – умјетнички директор - Роб Вилијамс – инжињер - Спраги Вилијамс – продуцент |

## Позиције на листама

### Недељна листа
| листа (1997)                           | Најбоља позиција |
| -------------------------------------- | ---------------- |
| Аустралијска листа (ARIA)              | 37               |
| Канадска листа албума                  | 13               |
| Холандска листа (MegaCharts)           | 30               |
| Француска листа (SNEP)                 | 38               |
| Њемачка листа ((Offizielle Top 100)    | 41               |
| Новозеландска листа (RMNZ)             | 21               |
| Шведска листа (Sverigetopplistan)      | 56               |
| Швајцарска листа (Schweizer Hitparade) | 20               |
| Листа Ујединњеног Краљевства (OCC)     | 16               |
| Билборд 200                            | 4                |
| Топ R&B/хип хоп албуми (Билборд)       | 1                |

### Позиција на крају деценије
| Листа (1990—1999) | Позиција |
| ----------------- | -------- |
| US Билборд 200    | 91       |